# Cheer Down
Cheer Down è un brano musicale di George Harrison, composto da lui e Tom Petty, originariamente apparso sul film Arma letale 2 del 1989. Registrata nel marzo dell'anno, era stata composta l'anno precedente per il disco Journeyman di Eric Clapton, ma l'amico non la volle includere. Inclusa sulla raccolta Best of Dark Horse 1976-1989, venne pubblicata, il 27 novembre 1989, su un singolo per promuovere la raccolta; il disco non entrò in classifica né in Gran Bretagna né su Billboard negli States, anche se, in quest'ultima nazione, arrivò alla 7ª posizione di Mainstream Rock Songs. Il numero di serie del vinile da 7" era W 2696, di quello da 12" W 2696 T, del CD W 2696 CD e dell'audiocassetta W 2696 C. In seguito, il pezzo apparve su Live in Japan (1992), The Dark Horse Years 1976-1992 (2004) e Let It Roll: Songs by George Harrison (2009). Una cover è stata interpretata dall'Alshire Hollywood Pops Orchestra.

## Tracce singolo

### Vinile 7"
1. Cheer Down (inedito, 1989) – 4:08 (George Harrison)
2. Poor Little Girl (inedito, 1989) – 4:33 (George Harrison)

### Altri formati
1. Cheer Down (inedito, 1989) – 4:08 (George Harrison)
2. Poor Little Girl (inedito, 1989) – 4:33 (George Harrison)
3. Crackerbox Palace (da Thirty-Three & 1/3, 1976) – 3:56 (George Harrison)